# ショーン・マークス
ショーン・アンドリュー・マークス（Sean Andrew Marks, 1975年8月23日 - ）は、ニュージーランドオークランド出身の元プロバスケットボール選手、指導者。NBAのブルックリン・ネッツのGM。選手時代のポジションはパワーフォワード、センター。身長208cm、体重114kg。ニュージーランド人史上初のNBAプレイヤー。

## 経歴
高校時代までオークランドで暮らした後、1995年にアメリカ合衆国のカリフォルニア大学バークレー校に入学し、政治学を専攻した。大学には4年間在籍し、1998年のNBAドラフトではニューヨーク・ニックスより全体44位指名を受けた。その後、トロント・ラプターズへトレードされてプロキャリアがスタートした。ニュージーランド代表にも選出され、2000年のシドニーオリンピック、2002年のバスケットボール世界選手権、2004年のアテネオリンピックに出場した。
2000年までの2シーズンをラプターズでプレイしたが、オフに解雇された。そのため2000-01シーズンはポーランドリーグのスラスク・ヴロツワフと契約。シーズン中にシアトル・スーパーソニックスと契約したが出場することなく解雇され、再びポーランドへ戻った。
翌年の2001-02シーズンはマイアミ・ヒートと契約。21試合に出場し、初先発も果たした。2003年9月にはサンアントニオ・スパーズと契約。しかしこの年は左膝蓋骨腱炎の治療のために1試合も出場することができなかった。なお、スパーズ在籍中の2005年にはチャンピオンリングを獲得している。2005-06シーズンには、2006年2月8日にキャリアハイとなる16得点を記録した。
2006年から2008年はフェニックス・サンズ、2008年から2010年はニューオーリンズ・ホーネッツに所属。2010-2011年シーズン のポートランド・トレイルブレイザーズ所属を最後に引退した。
2012年サンアントニオ・スパーズのバスケットボールオペレーションズディレクターおよびDリーグオースティン・トロスのGMに就任し、2013年アシスタントコーチになり、2014年の優勝に貢献した。2014年アシスタントＧＭに就任。
2016年2月18日、ブルックリン・ネッツのGMに就任した。

## 備考
- NBAでのキャリアは長いが、1シーズンの出場試合数の最高は25試合のみ。主にベンチでチームに貢献する。
- 二児の父親。